# Strafprozessordnung (Liechtenstein)
Die Strafprozessordnung (StPO) ist ein Landesgesetz, das die zentralen den Strafprozess in Liechtenstein regelnden Bestimmungen enthält. Neben der StPO regelt auch massgeblich das Strafrechtsanpassungsgesetz (StRAG) vom 20. Mai 1987 den liechtensteinischen Strafprozess und wirkt auf das liechtensteinische Strafgesetzbuch (StGB) ein.

## Regelungsinhalt
Die liechtensteinische Strafprozessordnung regelt das Verfahren zur Aufklärung von Straftaten, über die Verfolgung verdächtiger Personen und über damit zusammenhängende Entscheidungen.
Eine Straftat ist eine Handlung mit einer gerichtlich bedrohten Strafe.

## Gliederung
- I. Hauptstück (Allgemeine Bestimmungen), §§ 1 bis 11
- II. Hauptstück (Von den Gerichten), §§ 12 bis 18
- III. Hauptstück (Von der Staatsanwaltschaft) §§ 19 bis 22
- IIIa. Hauptstück (Diversion), §§ 22a bis 22m
- IV. Hauptstück (Vom Beschuldigten und seiner Verteidigung) §§ 23 bis 30b
- V. Hauptstück (Von dem Privatankläger, dem Verletzten und dem Privatbeteiligten), §§ 31 bis 34
- VI. Hauptstück (Von der Bekanntmachung, Zustellung und Akteneinsicht) §§ 35 bis 40
- VII. Hauptstück (Von der Untersuchung im allgemeinen und der Verbindung mehrerer sowie der Absonderung einzelner Strafsachen), §§ 41 bis 68
- VIII. Hauptstück (Von dem Augenscheine und den Sachverständigen), §§ 69 bis 91
- IX. Hauptstück (Von der Haus- und Personsdurchsuchung, der Beschlagnahme und der Überwachung der elektronischen Kommunikation), §§ 92 bis 104
- X. Hauptstück (Von der Vernehmung der Zeugen) §§ 105 bis 124
- XI. Hauptstück (Von der Vorladung, Vorführung, Festnahme und Untersuchungshaft des Beschuldigten), §§ 125 bis 144b
- XII. Hauptstück (Von der Vernehmung des Beschuldigten), §§ 145 bis 156
- XIII. Hauptstück (Von der Anklage), §§ 157 bis 174
- XIV. Hauptstück (Von der Schlussverhandlung), §§ 175 bis 217a
- XV. Hauptstück (Von den Rechtsmitteln), §§ 218 bis 244
- XVI. Hauptstück (Von der Vollstreckung der Urteile), §§ 245 bis 256
- XVII. Hauptstück (Von den Erkenntnissen und Verfügungen des Strafgerichtes hinsichtlich der privatrechtlichen Ansprüche), §§ 257 bis 270
- XVIII. Hauptstück (Von der Wiederaufnahme des Strafverfahrens und der Wiedereinsetzung gegen den Ablauf von Fristen), §§ 271 bis 282
- XIX. Hauptstück (Von dem Verfahren wider Unbekannte, Abwesende und Flüchtige), §§ 283 bis 299
- XX. Hauptstück (Von den Kosten des Strafverfahrens), §§ 300 bis 311
- XXI. Hauptstück (Von dem Verfahren vor dem Einzelrichter), §§ 312 bis 316
- XXII. Hauptstück (Vereinfachungen des Verfahrens vor dem Einzelrichter bei Übertretungen und bestimmten Vergehen), §§ 317 bis 332
- XXIII. Hauptstück (Von dem Verfahren bei bedingter Strafnachsicht, bedingter Nachsicht von vorbeugenden Massnahmen, Erteilung von Weisungen und Anordnung der Bewährungshilfe), §§ 333 bis 339
- XXIV. Hauptstück (Von dem Verfahren bei vorbeugenden Massnahmen und beim Verfall), §§ 340 bis 357
- XXV. Hauptstück (Von dem Verfahren wegen der Verantwortlichkeit juristischer Personen), §§ 357a bis 357g
- XXVI. Hauptstück (Schluss- und Übergangsbestimmungen), §§ 358 bis 360

## Rezeption
Die liechtensteinische Strafprozessordnung folgt in seiner Fassung weitgehend dem Muster der österreichischen Strafprozessordnung. Sie ist ähnlich gegliedert (jedoch ohne Unterteilung in Titel) und mit Paragraphen unterteilt.
Auch inhaltlich folgt die liechtensteinische StPO in weiten Teilen wörtlich dem österreichischen Rezeptionsvorbild.
Mit der Einführung der liechtensteinischen Strafprozessordnung wurde die Strafprozessordnung vom 31. Dezember 1913 aufgehoben. Bereits diese Strafprozessordnung von 1913 folgte weitgehend dem Muster der früheren österreichischen Strafprozessordnung.